# Реймер, Грег
Грег Реймер (англ. Greg Raymer; род. 25 июня 1964, Майнот, штат Северная Дакота) — профессиональный игрок в покер, победитель главного турнира Мировой серии покера в 2004 году.

## Ранние годы
Семья Рэймера много раз переезжала во время его детства из Майнота, где он родился, Северная Дакота, в Лансинг, штат Мичиган, где он жил до 10 лет. Затем он переехал в Клируотер, штат Флорида, где учился в средней школе Данидина, а позже снова переехал, на этот раз в Сент-Луис, штат Миссури.
После того, как Рэймер окончил среднюю школу Parkway South в Сент-Луисе, он поступил в Университет Миссури-Ролла, где специализировался на химии и стал членом братства Каппа Сигма. В 1989 году он окончил Университет Миннесоты со степенью магистра биохимии, а затем снова Юридический факультет Университета Миннесоты в 1992 году. Затем он более десяти лет занимался юридической практикой в качестве патентного поверенного, проведя последние шесть лет своей юридической карьеры в фармацевтической компании Pfizer.
Раймера прозвали «Ископаемым человеком» из-за его увлечения коллекционированием ископаемых. Он использует маленькую окаменелость в качестве защитной карты во время игры в покер.

## Покер
Впервые Рэймер финишировал с призовым фондом Мировой серии покера (WSOP) в 2001 году в турнире $1500 в Омахе хай-лоу сплит 8 или лучше, выигранном Крисом Фергюсоном. На Всемирной серии покера 2004 года он победил Дэвида Уильямса и выиграл первый приз в размере 5 000 000 долларов в главном турнире WSOP по безлимитному техасскому холдему $10 000.
В следующем году, как действующий чемпион, Рэймер занял 25-е место (из 5619 участников) в Главном турнире WSOP 2005, заработав 304 680 долларов. Возможно, это достижение за два года считается одним из самых впечатляющих выступлений в Главном событии в новейшей истории, наряду с достижением Дэна Харрингтона. Оба игрока делали глубокие забеги подряд (Харрингтон финишировал 3-м и 4-м в 2003/2004 годах), и оба надеялись повторить титул чемпиона мира в течение десяти лет (Харрингтон выиграл Главное событие в 1995 году).
В 2005 году Рэймер принял участие в первом Открытом чемпионате Великобритании по покеру, который был снят в Лондоне и стал крупнейшим покерным турниром в истории Великобритании. Будучи одним из фаворитов, он попал за финальный стол и занял третье место в живом финале, заработав около 20 000 фунтов стерлингов.
17 сентября 2007 года Раймер выиграл свой первый браслет World Championship of Online Poker (WCOOP), выиграв событие № 6 турнира 2007 года WCOOP, турнир по омахе с пот-лимитом в размере 320 долларов США с ребаями. Победа принесла ему 168 362 долларов.
В 2009 году на турнире World Series of Poker по безлимитному холдему с призовым фондом 40 000 долларов он занял третье место из 201 участника и выиграл 774 927 долларов.
В 2012 году он выиграл беспрецедентные четыре турнира Heartland Poker Tour. 30 июля он победил 130 соперников в казино Route 66 в Альбукерке, штат Нью-Мексико, 1 октября он победил 335 игроков в казино River City в Сент-Луисе, 22 октября он завоевал ещё один титул в казино Prairie Meadows Racetrack в Айове, а 19 ноября он превысил все началось с победы на открытом чемпионате HPT Champ Open в казино Belterra в Индиане. Раймер легко выиграл титул лучшего игрока года в Heartland Poker Tour, заработав в общей сложности 371 967 долларов выигрыша.
В 2020 году он выиграл рекордный пятый турнир Heartland Poker Tour Main Event. 20 января он обыграл 520 соперников в казино Ameristar Casino East Chicago в Чикаго, штат Иллинойс, заработав 171 411 долларов при бай-ине в 1650 долларов.
В октябре 2021 года Раймер выиграл платиновый пропуск на PokerStars Players' Championship стоимостью 30 000 долларов (плюс главный приз в размере 4911 долларов) в турнире на 200 ЛОШАДИНЫХ долларов на первом фестивале смешанных игр Cardplayer Lifestyle, организованном Робби Стражински.
По состоянию на 2021 год его общий выигрыш в живых турнирах превышает 8 миллионов долларов. Большая часть его выигрыша (6 710 765 долларов) была получена от его 50 выигрышей на турнирах WSOP.
| Год  | Турнир                                                             | Приз       |
| ---- | ------------------------------------------------------------------ | ---------- |
| 2004 | Чемпионат мира по безлимитному Техасскому холдему с суммой $10 000 | $5,000,000 |

## Другие виды деятельности
20 декабря 2004 года двое мужчин попытались ограбить Раймера, угрожая оружием, когда он возвращался в свой номер в отеле Bellagio после игры на деньги. Реймер сдерживал их, используя удары карате, пока не прибыла полиция, и не был невредим.
После принятия UIGEA в 2006 году Раймер активно лоббировал регулирование покера и его классификацию как игры на ловкость В настоящее время он является членом совета директоров Альянса игроков в покер.
В декабре 2006 года в интервью Реймер сказал, что рассматривает возможность баллотироваться на пост вице-президента Соединённых Штатов в 2008 году в качестве кандидата от Либертарианской партии. Однако участвовать в выборах Реймер не стал.
С 2011 года Раймер руководит школой обучения покеру под названием Fossilman Poker Training. Учебные курсы продолжительностью 1-2 дня проводятся в покер-румах по всей территории США и Канады. Раймер был одним из первых членов Team PokerStars Pro, группы профессиональных игроков в покер, которые представляют и поддерживают PokerStars, крупнейший в мире сайт онлайн-покера. С начала 2011 года он больше не является членом команды Team PokerStars Pro.
В марте 2013 года Рэймер был арестован за приставание к проститутке в Северной Каролине. Обвинения были сняты после того, как он отсидел 75 часов общественных работ.
В июне 2019 года его книга Fossilman’s Winning Tournament Strategies была опубликована издательством D+B Poker.